# Aprosthema
Aprosthema — рід перетинчастокрилих комах родини пильщики-аргіди. Поширені в Голарктиці. Рід налічує близько 50 видів. В Україні відомо 13 видів.

## Опис
Дрібні або середнього розміру комахи, довжина тіла не перевищує одного сантиметра. У забарвленні тіла переважають чорні й бурі кольори, черевце частково жовте або червонувате. Антени самців мають довгий відросток біля основи. Третій сегмент антен самок має різноманітну форму і різний у різних видів роду.

## Спосіб життя
Зустрічаються в одному-двох поколіннях. Часто весняне і літнє покоління сильно відрізняються між собою ззовні. Через прихований спосіб життя нечасто потрапляють до ентомологічних колекцій.

## Поширення
Представники роду зустрічаються в Голарктиці. Відомо близько 50 видів, з них 10 зустрічаються в Неарктиці.
З України відомо 13 видів, зокрема 2 види апростема Карпентера і апростема Пелетьє, які було внесено, а надалі вилучено з Червоної книги України
Види роду:
- A. austriacum (Konow, 1892) — Європа (від Іспанії до Німеччини, Угорщини та Греції)
- A. axillare (Zaddach, 1863) — Європа (від Австрії, Німеччини та Італії до України і Греції)
- A. bifidum (Klug, 1834) — Європа (від Німеччини та Австрії до Італії, Польщі та Фінляндії)
- A. bifurca — північ Європи (від Німеччини і Данії до європейської частини Росії та України)
- A. bimaculatum Wei&Wen, 2000 — Китай[3]
- A. breviantennatum Smith, 1971
- A. brevicorne — Європа
- A. cognatum (A. Costa, 1858) — Італія.
- A. dalmaticum (Mocsáry, 1891)— Угорщина
- A. fulvum Vasilenko, 2009 — Західний Сибір
- A. fusicorne (G. Thomson, 1871) — Європа (від Франції та Великої Британії до України і Греції)
- A. humeratum (Konow, 1892) — Європа (Австрія, Чехія, Словаччина, Хорватія, Угорщина, Україна)
- A. instratum instratum (Zaddach, 1859) — Європа (від Австрії та Німеччини до України і Польщі, Корсика)
  - A. instratum obscuripes Konow, 1896 — Іспанія
- A. intermedium (Zaddach, 1863) — Європа (Німеччина, Данія, Латвія, Румунія, центр європейської Росії, Україна)
- A. jeholicum (Malaise,1944) — Китай[3]
- A. konowi (Mocsáry, 1891) — Європа (Німеччина, Італія, Угорщина, Румунія)
- A. maculatum (Jurine, 1807) — Європа (від Швейцарії та Німеччини до європейської Росії та України, Португалія)
- A. melanurum (Klug, 1812) — Європа, Західний Сибір, Кавказ, Казахстан, Південний Сибір на схід до Забайкалля, Китай. Личинки живляться на чині.[4]
- A. nigroscutis Wei&Wen, 2000 — Китай[3]
- A. pachycephalum Zirngiebl, 1937 — Німеччина
- A. pallidulum Gussakovskij, 1935 — колишня Югославія
- A. parvulum (Konow, 1895) — Піренеї
- A. peletieri (Villaret, 1832) — Європа (від Франції до України та європейської Росії, Румунії і Болгарії)
- A. sibiricum Gussakovskij, 1935 — Сибір
- A. simile (Konow, 1892) — Австрія і Чехія
- A. staudingeri (Konow, 1895) — Іспанія
- A. stroganovae Vasilenko, 2009 — Західний Сибір
- A. syrmiense (Mocsáry, 1897) — Угорщина, Румунія
- A. tardum (Klug, 1814) — Європа (від Франції та Великої Британії до України, Росії, Македонії), Туреччина[5]
- A. tauricum Gussakovskij, 1935 — Україна та європейська Росія
- A. tianmunicum Wei&Wen, 2000 — Китай[3]
- A. vittatum (Mocsáry, 1879) — Румунія та Україна
- A. xanthurum Gussakovskij, 1935 — Сибір